# The Banality of Grief
|  | Denne artikel er oprettet af botten Steenthbot ud fra en ekstern database. Den kan derfor have sproglige fejl eller mangler. Denne skabelon kan fjernes efter kontrol af indholdet. |

The Banality of Grief er en dansk dokumentarfilm fra 2021 instrueret af Jon Bang Carlsen.

## Handling
Filmen er et cinematisk kærlighedsbrev til Jon Bang Carlsens afdøde kone, og til de steder, hvor de igennem 35 år delte deres liv. Sydafrika, USA, det fælles hjem ved vandet. Grænserne mellem fortid og nutid hører op i en impressionistisk og dybt personlig film, hvor eksistentielle og kunstneriske refleksioner får modspil af nye indtryk, der vidner om, at livet er størst af alt.

## Medvirkende
- Madeleine Haywood
- Coco Kleman
- Mary Robinson
- Ebbe Bang Carlsen